# 杰德·巴尔博扎
杰德·巴尔博扎（葡萄牙語：Jade Barbosa，1991年7月1日—），巴西女子竞技体操运动员，2007年世界竞技体操锦标赛女子个人全能铜牌得主、2010年世界竞技体操锦标赛女子跳马铜牌得主、2023年世界竞技体操锦标赛女子团体全能银牌得主。